# Karl Schröder (Politiker, 1890)
Karl Schröder (* 2. August 1890 in Elsfleth; † 3. September 1966 in Oldenburg) war ein deutscher Politiker.
Schröder war als Steuerberater in Rastede tätig. Nach Ende des Zweiten Weltkriegs gehörte er zunächst von Januar bis November 1946 als Abgeordneter der SPD dem Ernannten Landtag von Oldenburg und nach Gründung des Bundeslandes Niedersachsen von Dezember 1946 bis März 1947 dessen Ernannten Landtag an.